# Cantonul Savines-le-Lac
Cantonul Savines-le-Lac este un canton din arondismentul Gap, departamentul Hautes-Alpes, regiunea Provence-Alpes-Côte d'Azur, Franța.

## Comune
- Puy-Saint-Eusèbe
- Puy-Sanières
- Réallon
- Saint-Apollinaire
- Le Sauze-du-Lac
- Savines-le-Lac (reședință)